# 佩特維爾 (喬治亞州)
佩特維爾（英語：Pateville）是位於美國喬治亞州克里斯普縣的一個非建制地區。該地的面積和人口皆未知。

## 地理
佩特維爾的座標為31°50′10″N 83°49′26″W / 31.83611°N 83.82389°W，而該地的平均海拔高度為88米（即289英尺）。